# Johannes Hiob
Johannes Hiob (* 17. Mai 1907 im Dorf Lokuta, heute Landgemeinde Türi, Estland; † 7. August 1942 im Arbeitslager Workuta, Sowjetunion) war ein estnischer Komponist und Organist.

## Leben
Johannes Hiob schloss 1933/34 sein Studium in der Kompositionsklasse von Artur Kapp und in der Orgelklasse von August Topman am Tallinner Konservatorium (heute Estnische Musik- und Theaterakademie) ab. Von 1933 bis 1940 war Hiob Organist u. a. der Tallinner Domkirche und Dirigent des gemischten Chores Cantate Domino. 1940/41 lebte er als Musikdozent in Haapsalu.
Mit der Besetzung Estlands durch die Rote Armee wurde er im Juli 1941 zunächst in den sowjetischen Militärdienst eingezogen, dann aber verhaftet. Am 16. Mai 1942 wurde er zu zehn Jahren Zwangsarbeit im Gulag verurteilt. Er starb wenige Monate später im sowjetischen Lager Workuta nördlich des Polarkreises.

## Komponist
Johannes Hiob ist neben seiner Tätigkeit als Konzertorganist für seine monumentalen vokalsinfonischen Werke mit biblischen Themen bekannt. Dazu zählen das Oratorium Suitsev Siinai (1937), die Kantaten Jesaja kuulutamine (1931) und Lunastav Issand (1935) sowie die Weihnachtskantate Jõulukantaat (1935). 1939 veröffentlichte er die Oper Võidu hind ("Der Preis des Sieges"). Sie wurde nie aufgeführt.